# Feliks Karolek
Feliks Józef Karolek (ur. 29 września 1919 w Duisburgu, zm. po 1964) – polski piłkarz występujący na pozycji obrońcy i napastnika, trener.

## Życiorys
Rozpoczął karierę piłkarską w 1934 roku w MSV Duisburg. Klub reprezentował do 1946 roku, po czym wyjechał do Polski i zasilił ŁKS Łódź. W nowym zespole zadebiutował 14 marca 1948 roku w przegranym 2:1 spotkaniu z Tarnovią Tarnów.
Po zakończeniu kariery piłkarskiej Karolek został trenerem. W latach 1959–1960 pracował w Stilonie Gorzów Wielkopolski, z którym wywalczył w sezonie 1959 awans do II ligi. Zespół kierowany przez Karolka zajął z dorobkiem dwudziestu dziewięciu punktów pierwsze miejsce w tabeli grupy zielonogórskiej i otrzymał prawo do gry w eliminacjach o II ligę. Stilon wywalczył awans dzięki wygraniu grupy II z dorobkiem ośmiu punktów i bilansem bramkowym 15–11, w której rywalizował z Pafawagiem Wrocław, Lotnikiem Warszawa i Polonią Poznań. W sezonie 1960 drużyna Karolka zakończyła rozgrywki ligowe na dziesiątym miejscu w tabeli grupy północnej z dorobkiem piętnastu punktów i bilansem bramkowym 23–53. Przez gorszy stosunek bramowy z Polonią Warszawa klub spadł jako beniaminek z II ligi. 
Na początku 1960 roku objął rolę tymczasowego trenera Górnika Zabrze i sprawował ją do 10 stycznia. Nowym szkoleniowcem „Trójkolorowych” został wówczas Wilhelm Lugr, u którego Karolek został asystentem. Tę samą funkcję pełnił również u kolejnego trenera, Augustyna Dziwisza. W maju 1962 roku Karolek rozpoczął samodzielną pracę w Górniku po tym jak zwolniono Dziwisza, któremu zarzucano nieprzestrzeganie dyscypliny w klubie i wygórowane żądania finansowe. Na ławce trenerskiej „Trójkolorowych” Karolek zadebiutował 27 maja w wygranym 3:1 spotkaniu z Gwardią Warszawa. W skróconym do rundy wiosennej sezonie 1962 drużyna zajęła pierwsze miejsce w tabeli grupy I i przystąpiła do baraży o mistrzostwo Polski z Polonią Bytom, zwycięzcą grupy II, które przegrała i wywalczyła tytuł wicemistrza. Zespół prowadzony przez Karolka dotarł do finału Pucharu Polski, w którym poniósł porażkę 2:1 z Zagłębiem Sosnowiec. Po zakończeniu sezonu trenerem Górnika został Edward Cebula, u którego Karolek objął funkcję asystenta. We wrześniu 1963 roku zarząd klubu stworzył tercet trenerski, w skład którego weszli Cebula, Karolek i Hubert Skolik. Według źródeł miało wynikać to z braku zaufania do trenera Cebuli, który po rundzie jesiennej sezonie 1963/1964 stracił pracę na rzecz Ferenca Farsanga. Po zwolnieniu Cebuli rolę tymczasowego trenera w klubie w styczniu 1964 roku pełnił duet Karolek–Skolik. Górnik zakończył sezon z tytułem mistrza kraju.
W trakcie kariery trenerskiej Karolek pełnił również funkcję trenera w Lechii Zielona Góra, Karpatach Krosno, CKS–u Czeladź, Metalu Kluczbork, Concordii Knurów, ROW–u 1964 Rybnik i Unii Racibórz. W 1961 roku ukończył kurs trenera I klasy, natomiast w latach 1975–1978 pełnił obowiązki szefa młodzieżowej szkółki piłkarskiej w Górniku Zabrze. W źródłach brak informacji na temat jego śmierci.